# Marianne Hafström
Marianne Hafström, född 7 augusti 1940 i Malmö, död 13 februari 2020 i Trelleborg, var en svensk skådespelare.
År 1966 kom Hafström in i kören på Malmö stadsteater. Hon spelade filmstjärna i Dollarprinsessan, dansös i Greven av Luxemburg och nunna i Nils Poppes uppsättning av Lilla Helgonet. År 1978 sjöng Hafström för FN-soldaterna i Sinaiöknen. År 1986 spelade hon mot My Holmsten och Hans-Peter Edh i Little Shop of Horrors på Malmö stadsteaters Valhall-scen..
Marianne Hafström är gravsatt i minneslunden på Norra kyrkogården i Trelleborg.

## Filmografi
- 1981 – Ligga i Lund